# ألفونس دس إف. لا بورتا
ألفونس دس إف. لا بورتا (بالإنجليزية: Alphonse F. LaPorta)‏ هو دبلوماسي أمريكي، ولد في 15 يناير 1939.